# Ann Devries
Ann Devries (Bree, 27 februari 1970) was eind jaren tachtig en begin jaren negentig een van de beste Belgische tennisspeelsters. Ze is 1,68 meter groot en rechtshandig.
Als twaalfjarige vertrok ze naar Antwerpen en ging op internaat bij de Vlaamse Tennisvereniging voor haar professionele training.
Op haar vijftiende speelde ze al voor België in de Federatiebeker, samen met Sandra Wasserman en Kathleen Schuurmans.
In 1986 won ze haar eerste toernooi in Saga, Japan. In datzelfde jaar maakte ze deel uit van de Belgische meisjesploeg (met Sandra Wasserman en Caroline Neuprez) die in Kobe (Japan) het jeugd-wereldkampioenschap won.
Ann Devries werd in 1987 de eerste Belgische speelster in de tophonderd van de WTA-ranglijst.
In 1988, het jaar waarin ze het Belgisch kampioenschap tennis won, bereikte ze de 77e plaats in het enkelspel en in 1991 de 93e plaats in het dubbelspel.
Haar beste resultaat in een grandslamtoernooi was in 1990, toen ze in het enkelspel de derde ronde bereikte op Wimbledon.
In 1994 stopte Devries met het spelen van internationale toernooien door een herniablessure. Ze runt samen met haar broer, Tom Devries, de Limburgse tennisacademie, voorheen in Bree en sinds december 2012 in Maaseik, België. In 2009 werkt ze voor de Vlaamse Tennisvereniging (VTV) in Wilrijk en is ze de coach van onder anderen Kirsten Flipkens, Yanina Wickmayer en Alison Van Uytvanck.
In 2012 volgde ze Sabine Appelmans op als coach van het Belgische Fed Cup-team.

## Posities op deWTA-ranglijst
Positie per einde seizoen:
| jaartal | ranking enkelspel | ranking dubbelspel |
| ------- | ----------------- | ------------------ |
| 1993    | 397               | –                  |
| 1992    | 150               | 306                |
| 1991    | 231               | 200                |
| 1990    | 202               | 105                |
| 1989    | 145               | 212                |
| 1988    | 78                | 141                |
| 1987    | 100               | 144                |
| 1986    | 174               | 450                |

## Palmares
| Legenda                |
| ---------------------- |
| Grandslamtoernooi      |
| Olympische Spelen      |
| Year-End Championships |
| Tier I                 |
| Tier II                |
| Tier III               |
| Tier IV & V            |

### WTA-finaleplaatsen enkelspel
Geen.

### WTA-finaleplaatsen vrouwendubbelspel
| nr.              | finaledatum | toernooi | ondergrond | partner          | tegenstandsters                  | score         |
| ---------------- | ----------- | -------- | ---------- | ---------------- | -------------------------------- | ------------- |
| Gewonnen finales |             |          |            |                  |                                  |               |
| Geen             |             |          |            |                  |                                  |               |
| Verloren finales |             |          |            |                  |                                  |               |
| 1.               | 1993-05-09  | WTA Luik | gravel     | Dominique Monami | Radka Bobková María José Gaidano | 4-6, 6-2, 6-7 |

## Prestatietabel grandslamtoernooien
| Legenda | Legenda                          |
| ------- | -------------------------------- |
| g.t.    | geen toernooi gehouden           |
| l.c.    | lagere categorie                 |
| –       | niet deelgenomen                 |
| G       | uitgeschakeld in de groepsfase   |
| 1R      | uitgeschakeld in de eerste ronde |
| 2R      | uitgeschakeld in de tweede ronde |
| 3R      | uitgeschakeld in de derde ronde  |
| 4R      | uitgeschakeld in de vierde ronde |
| KF      | uitgeschakeld in de kwartfinale  |
| HF      | uitgeschakeld in de halve finale |
| F       | de finale verloren               |
| W       | het toernooi gewonnen            |
| w-v     | winst/verlies-balans             |

### Enkelspel
| Toernooi        | 1987 | 1988 | 1989 | 1990 |    | 1992 |
| --------------- | ---- | ---- | ---- | ---- | -- | ---- |
| Australian Open | 2R   | 2R   | 1R   | 1R   | 2R |      |
| Roland Garros   | 1R   | 2R   | 1R   | –    | –  |      |
| Wimbledon       | 1R   | 1R   | 2R   | 3R   | 1R |      |
| US Open         | 2R   | 2R   | 1R   | –    | –  |      |

### Vrouwendubbelspel
| Toernooi        | 1988 | 1989 | 1990 | 1991 | 1992 |
| --------------- | ---- | ---- | ---- | ---- | ---- |
| Australian Open | 2R   | 2R   | 1R   | 2R   | 1R   |
| Roland Garros   | 1R   | 1R   | –    | 1R   | –    |
| Wimbledon       | 2R   | –    | 2R   | –    | –    |
| US Open         | 2R   | –    | –    | 1R   | –    |